# Nastolatki (film 2015)
Nastolatki (szw. Pojkarna) – szwedzki film dramatyczny fantasy z 2015 roku w reżyserii Alexandry-Theresy Keining, adaptacja powieści Jessiki Schiefauer.

## Fabuła
Trzy zakompleksione dziewczyny nie są popularne w szkole. Wykpiwane i poniżane przez rówieśników przy obojętności nauczycieli, trzymają się na uboczu. Odmianę przynosi wyhodowany przez nie kwiat. Po wypiciu jego nektaru dziewczyny na jakiś czas zmieniają się w chłopców. Jako nowi kumple zyskują sympatię i szacunek szkolnych kolegów. Dzięki temu nabierają pewności siebie i także w zwykłej postaci potrafią przeciwdziałać szykanom. Tymczasem jedna z nich odkrywa, że w chłopięcym ciele po raz pierwszy w życiu czuje się na właściwym miejscu. Przybiera męską postać coraz częściej, aż przestaje być pewna, czy jest zakochana w chłopaku, czy w koleżance i już nie potrafi określić, kim jest.

## Obsada
- Tuva Jagell jako Kim
- Emrik Öhlander jako Kim
- Louise Nyvall jako Momo
- Alexander Gustavsson jako Momo
- Wilma Holmén jako Bella
- Vilgot Ostwald Vesterlund jako Bella
- Mandus Berg jako Tony
- Filip Vester jako Jesper
- Adam Dahlgren jako Höken
- Josefin Neldén jako nauczycielka gimnastyki
- Lars Väringer jako Sten
- Anette Nääs jako mama Kim
- Olle Wirenhed jako tata Belli
- Malin Eriksson jako dziewczyna Tony'ego
- Simon Settergren jako kasjer

## Produkcja
Zdjęcia kręcono w Göteborgu.